# 2939 Coconino
A 2939 Coconino (ideiglenes jelöléssel 1982 DP) a Naprendszer kisbolygóövében található aszteroida. Edward Bowell fedezte fel 1982. február 21-én.